# 埴生站
埴生站（日语：／ Habu eki */?）是位於山口縣山陽小野田市大字埴生字角野，西日本旅客鐵道（JR西日本）的山陽本線車站。

## 歷史
- 1901年（明治34年）5月27日 - 山陽鐵道 厚狹站至馬關站（現時為下關站）之間開通，此站啟用。為旅客、貨運車站。
  - 當時車站地址是山口縣厚狹郡生田村（日语：埴生）大字埴生（日语：埴生）字角野。
- 1906年（明治39年）12月1日 - 山陽鐵道國有化（日语：鉄道国有法），成為官設鐵道車站。
- 1909年（明治42年）10月12日 - 制定路線名稱。成為山陽本線車站。
- 1942年（昭和17年）7月 - 車站大樓重建[1]。
- 1948年（昭和23年）6月1日 - 生田村實施町制，改名為埴生町（日语：埴生），車站地址是山口縣厚狹郡埴生町大字埴生字角野。
- 1956年（昭和31年）9月30日 - 隨著山陽町（日语：山陽町 (山口県)）成立，車站地址是山口縣厚狹郡山陽町大字埴生字角野。
- 1959年（昭和34年）5月12日 - 設置跨線橋[2]。
- 1964年（昭和39年）10月1日 - 隨著埴生煤礦關閉，終止貨物起卸業務。
- 1980年（昭和55年）2月 - 連接埴生站與山陽賽車場的天橋（全長126米，寬3米）落成。同年3月在該處進行日本賽車冠軍賽（日语：日本選手権オートレース）[3]。
- 1982年（昭和57年）4月2日 - 車站大樓重建[4]。
- 1987年（昭和62年）4月1日 - 伴隨國鐵分割民營化，車站由西日本旅客鐵道（JR西日本）營運。
- 1994年（平成6年）12月3日 - 車站業務由JR西日本廣島MAINTEC（日语：JR西日本広島メンテック）負責，成為業務委託車站。
- 2004年（平成16年）10月 - 櫃臺營業時間變更，營業時間引入中途休息時段。
- 2005年（平成17年） - 櫃臺營業時間取消中途休息時段。
  - 3月22日 - 隨著山陽小野田市成立，車站地址是使用現址。
- 2008年（平成20年） - 再次在櫃臺營業時間引入中途休息時段。
- 2018年（平成30年）4月1日 - 成為無人車站[5]。
- 2018年（平成30年）
  - 7月6日 - 發生2018年7月西日本豪雨使車站暫停服務。
  - 7月8日 - 新山口站至下關駅之間重開[6]。

## 車站構造
車站是一座地面車站，設有2面3線的混合式月台（單式、島式月台）。車站大樓位於單式月台（1號月台）側，設有跨線橋連接島式月台（2、3號月台）。
此站由下關地域鐵道部管理的無人車站。在成為無人車站前，曾經由JR西日本廣島MAINTEC負責車站業務，車站設有POS終端發售車票。

### 月台
| 月台 | 路線           | 上下行         | 方向             |
| ---- | -------------- | -------------- | ---------------- |
| 1    | ■山陽本線      | 下行           | 前往下關         |
| 2    | （停止使用中） | （停止使用中） | （停止使用中）   |
| 3    | ■山陽本線      | 上行           | 新山口、德山方向 |

- 1號月台是下行本線，3號月台是上行本線。2號月台是中線，當中2號月台架空電纜已經徹走，因此沒有電動列車使用該月台。另外，2號月台路軌只連接下關一方的下行路軌，新山口一方的上行路軌。在閘口上曾經設有字幕式列車出發顯示牌，現時各方向的乘車資訊牌中被塑膠板遮蓋。

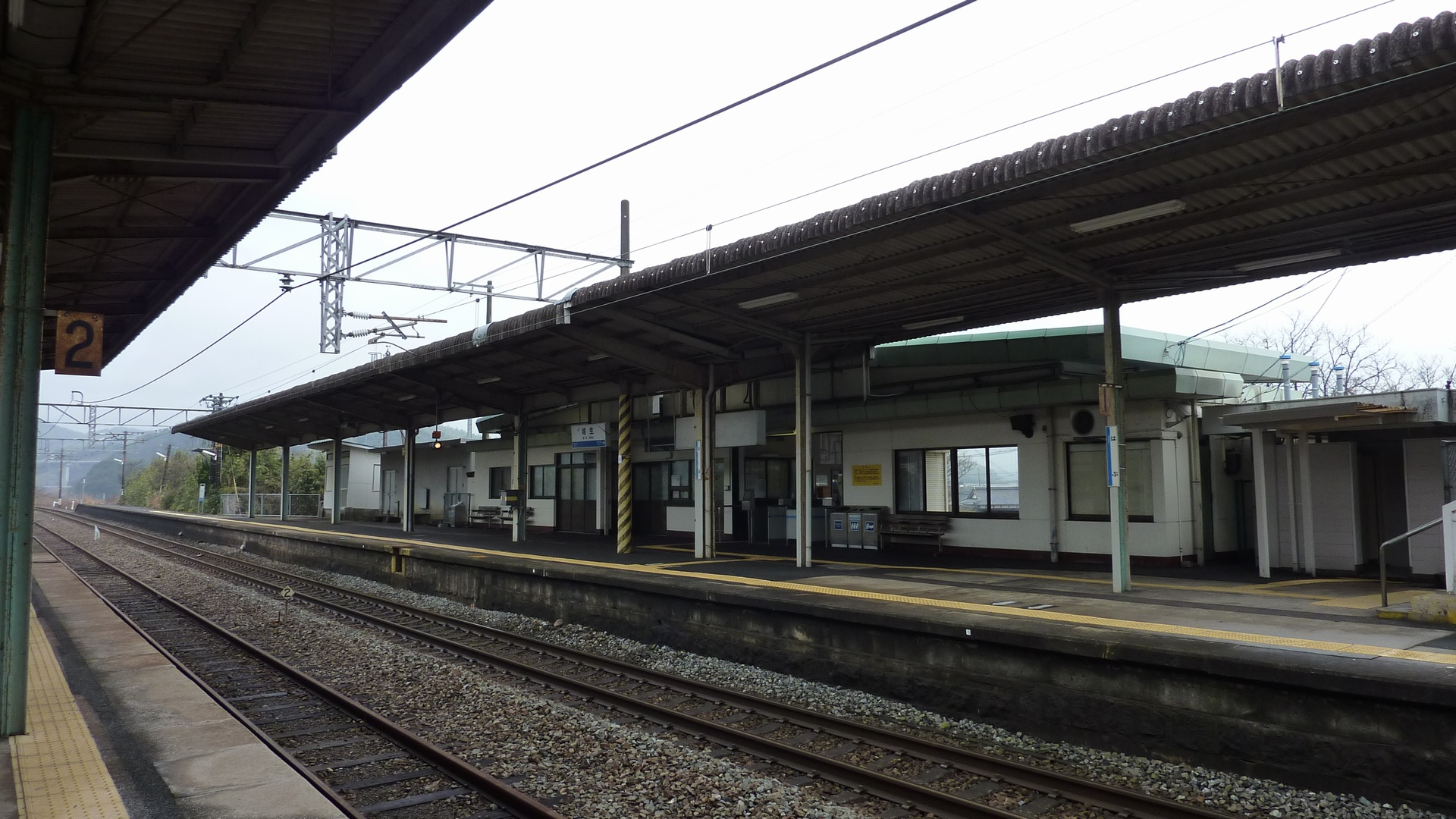
月台
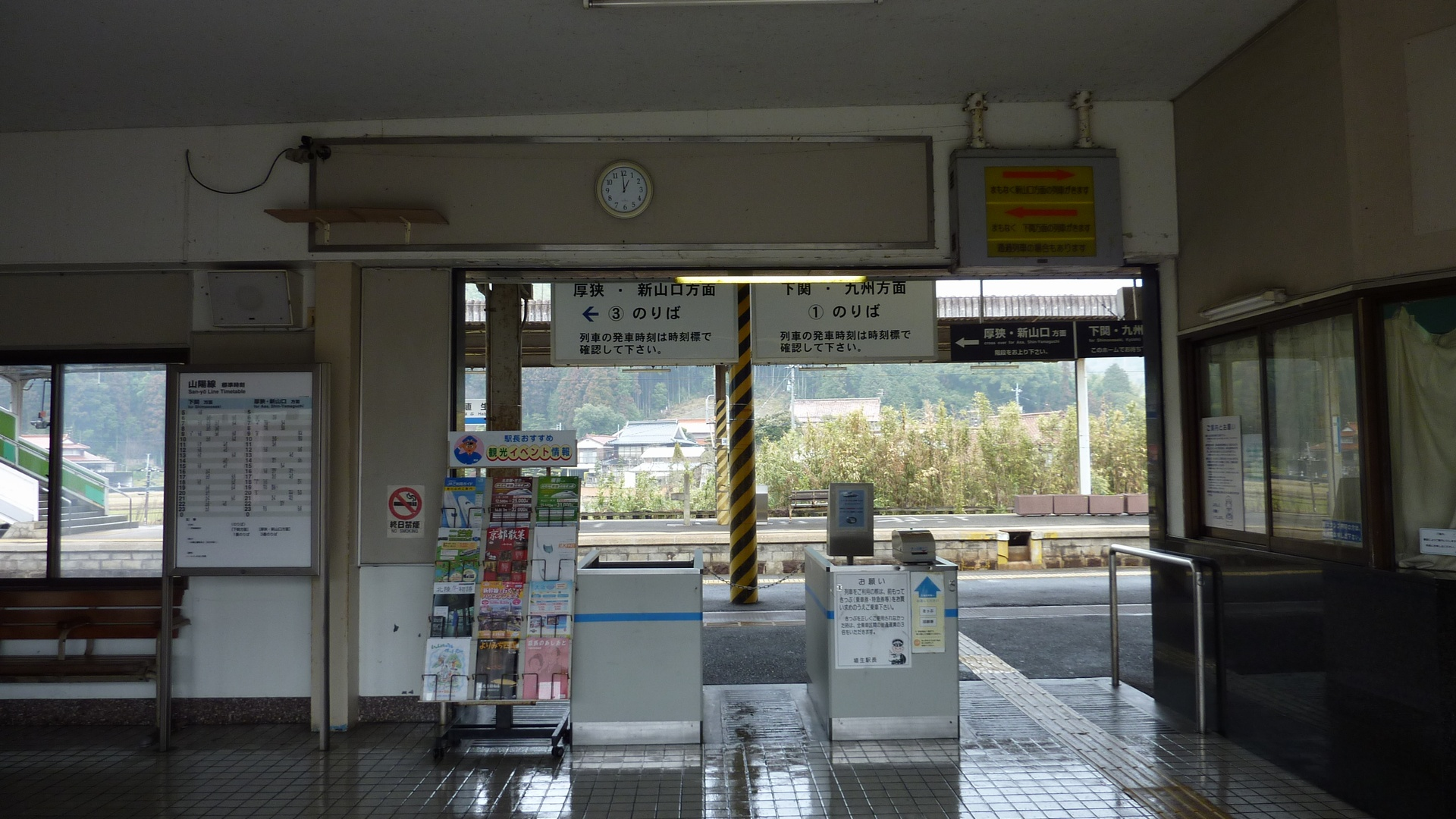
閘口

## 使用狀況
以下為近年1日平均乘車人次列表：
| 乘車人次變化 | 乘車人次變化    |
| 年度         | 1日平均乘車人次 |
| ------------ | --------------- |
| 1999         | 808             |
| 2000         | 766             |
| 2001         | 709             |
| 2002         | 675             |
| 2003         | 636             |
| 2004         | 594             |
| 2005         | 560             |
| 2006         | 528             |
| 2007         | 538             |
| 2008         | 535             |
| 2009         | 516             |
| 2010         | 489             |
| 2011         | 453             |
| 2012         | 427             |
| 2013         | 413             |
| 2014         | 392             |
| 2015         | 390             |
| 2016         | 373             |
| 2017         | 373             |
| 2018         | 330             |

以下是某些年份上下車人次數據。在1963年以後，括號內數值是1日平均數。
| 年     | 乘車人次              | 下車人次              | 貨物起載   | 貨物卸載  | 特別事項                 |
| ------ | --------------------- | --------------------- | ---------- | --------- | ------------------------ |
| 1912年 | 26,594人              | 27,359人              | 337公噸    | 465公噸   |                          |
| 1915年 | 27,956人              | 29,336人              | 916公噸    | 895公噸   |                          |
| 1921年 | 71,246人              | 74,158人              | 2,285公噸  | 2,659公噸 |                          |
| 1927年 | 94,209人              | 97,779人              | 3,419公噸  | 1,517公噸 |                          |
| 1963年 | 417,333人 （1,140人） | 418,316人 （1,143人） | 12,752公噸 | 1,945公噸 |                          |
| 1964年 | 442,591人 （1,213人） | 441,919人 （1,211人） | 5,543公噸  | 926公噸   | 在10月起終止貨物起卸服務 |
| 1965年 | 596,961人 （1,636人） | 576,815人 （1,580人） |            |           | 4月山陽賽車場啟用        |
| 1971年 | 528,959人 （1,445人） | 499,887人 （1,370人） |            |           |                          |
| 1975年 | 535,455人 （1,463人） | 516,265人 （1,414人） |            |           |                          |
| 1979年 | 501,091人 （1,369人） | 486,702人 （1,333人） |            |           |                          |

## 車站周邊

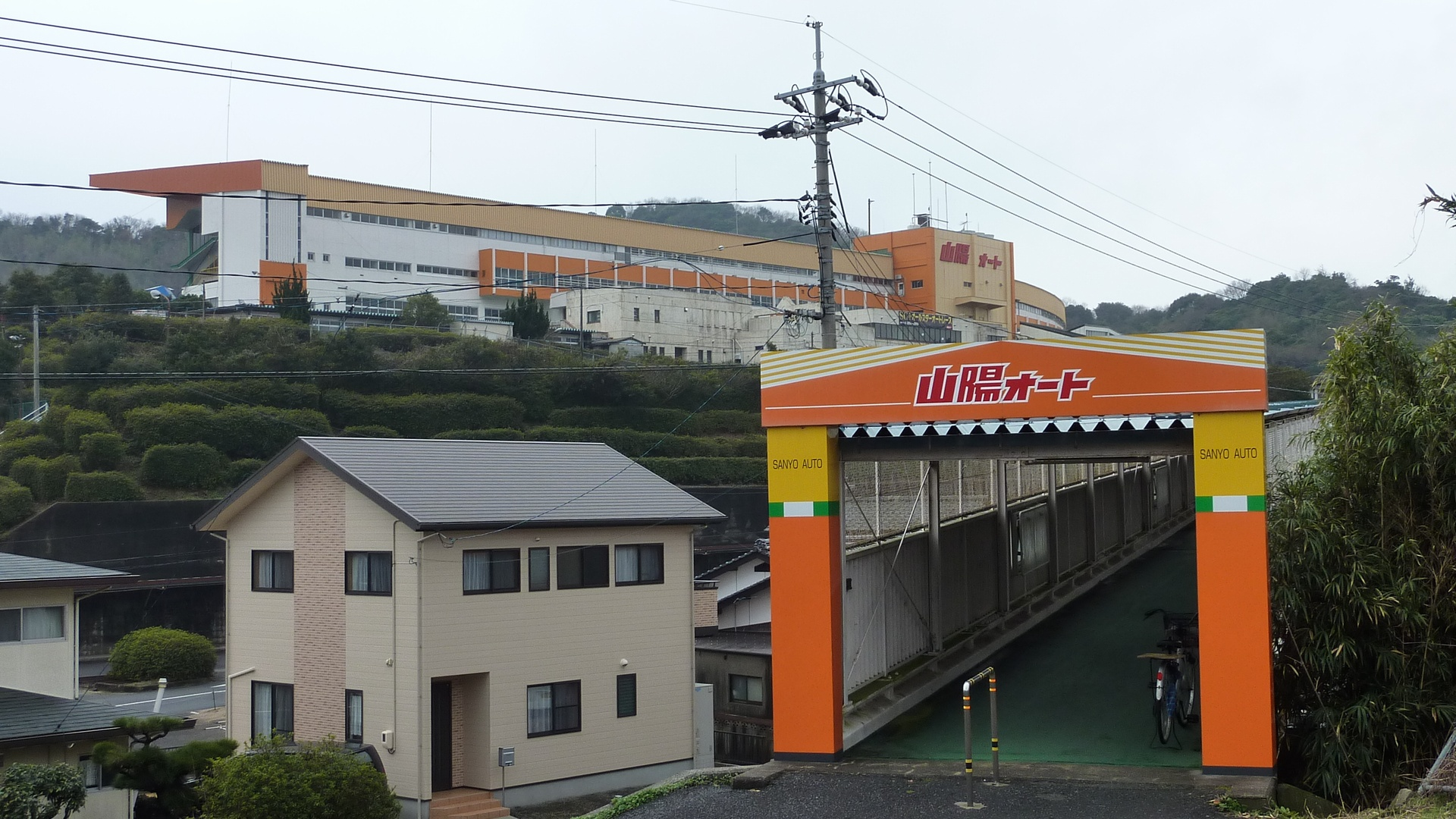
山陽賽車場與天橋

- 國道2號 厚狹·埴生繞道（日语：厚狭・埴生バイパス）
- 山口縣道229號埴生停車場線（日语：山口県道229号埴生停車場線）
起點為站前廣場。
- 山陽賽車場（日语：山陽オートレース場）
站前廣場設有天橋連接賽車場。

## 圖庫

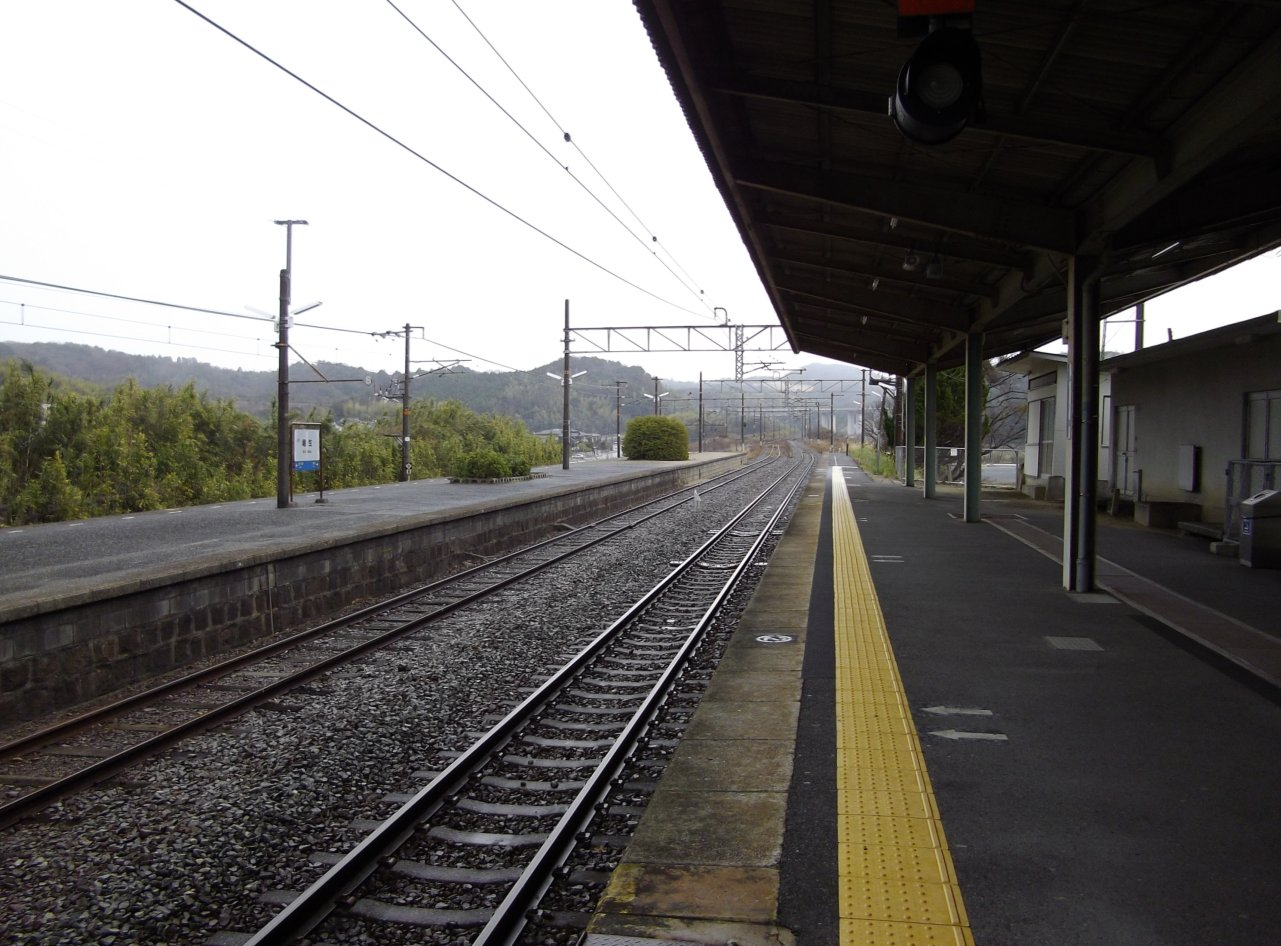
山陽本線埴生站　望向厚狹方向
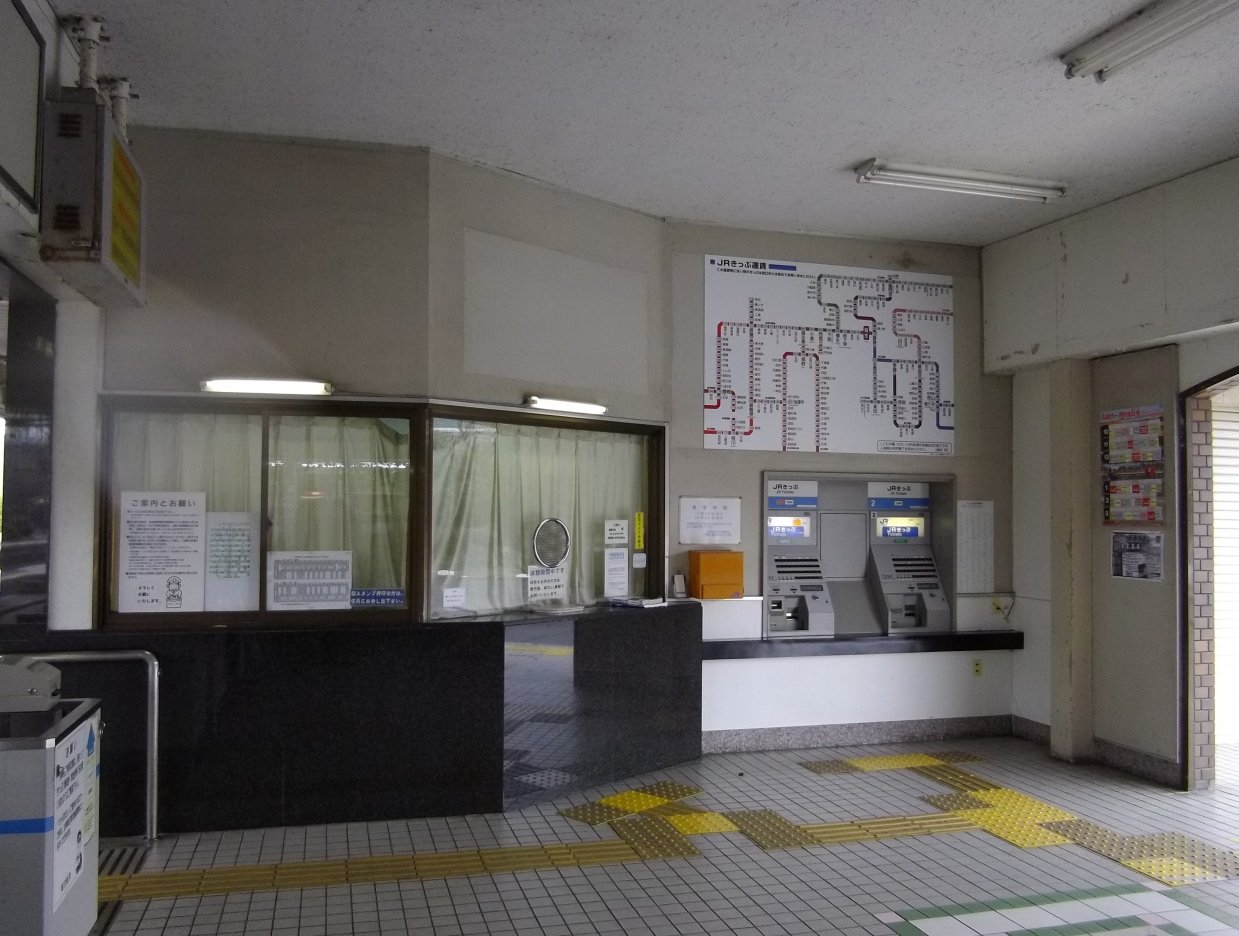
山陽本線埴生站　車站大樓內
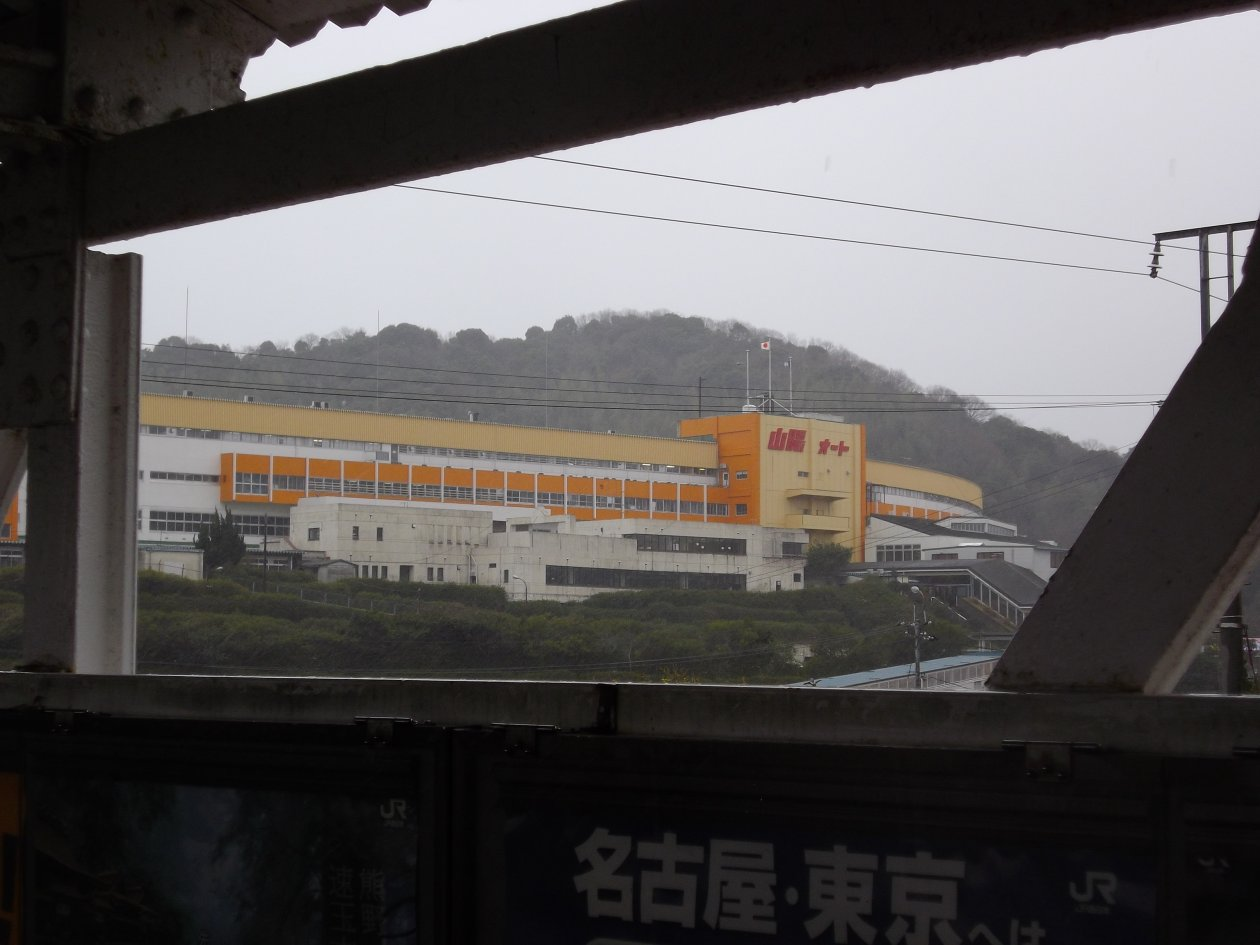
山陽本線埴生站　在站內望向山陽賽車場
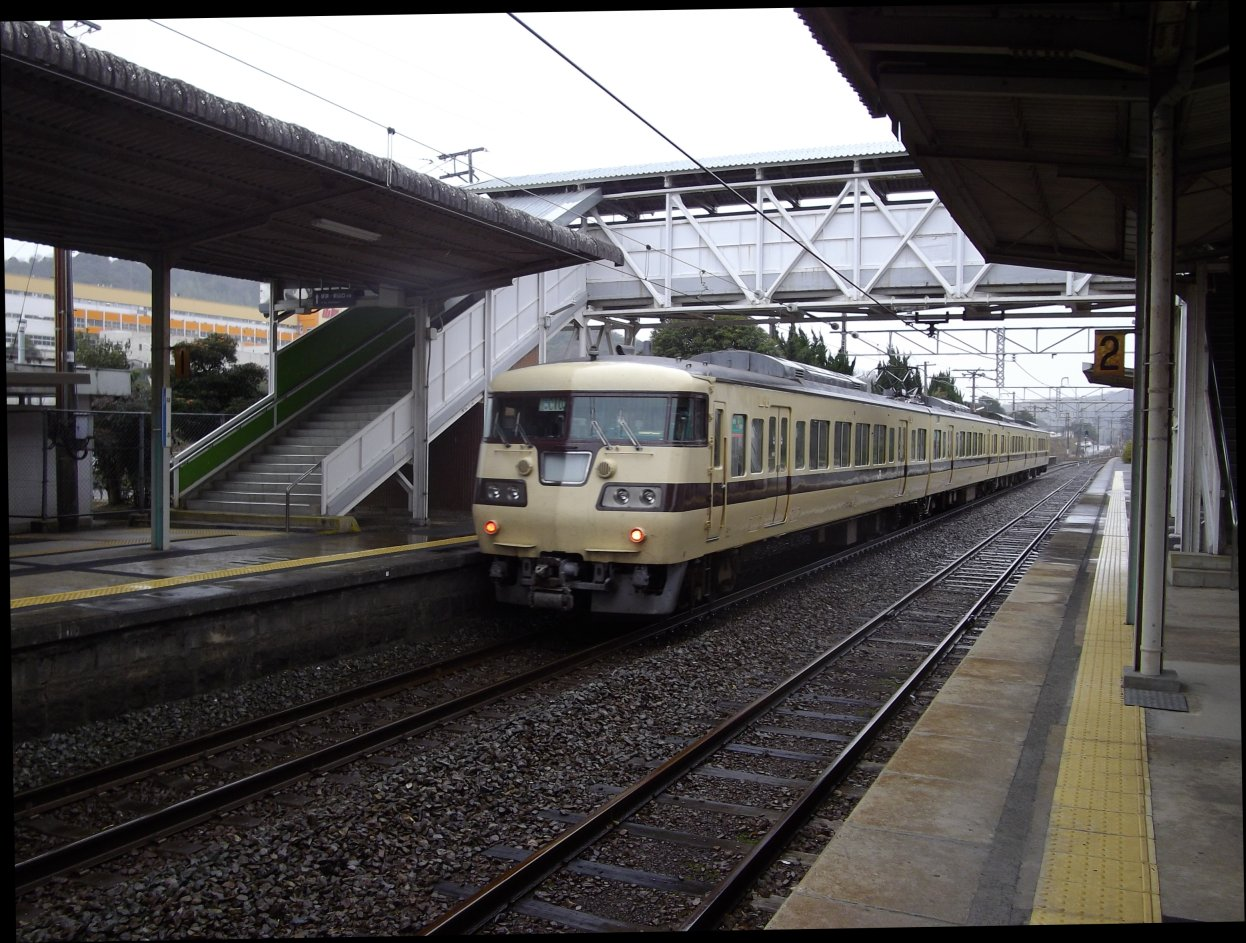
山陽本線埴生站　前往下關方向的列車

## 相鄰車站
西日本旅客鐵道
■山陽本線
厚狹－埴生－小月

## 注腳
1. ↑  『山陽町史』 p.1007
2. ↑  『山陽町史』 p.1011
3. ↑  『山陽町史』 p.792
4. ↑  『山陽町史』 p.1018
5. ↑  . 宇部日報. 2018-03-17  [2018-03-17]. （原始内容存档于2018-03-17）.
6. ↑  . 朝日新聞. 2018-07-07  [2020-03-30]. （原始内容存档于2018-07-16）.
7. ↑  山口縣統計年鑑
8. ↑  『山陽町史』 p.589,p.841

## 外部連結
- 埴生｜車站資訊：JR出門網 - 西日本旅客鐵道